# Ben-Ammi
Ben-Ammi (hebr. בֶּן־עַמִּי „syn mego ludu”) – według Biblii protoplasta Ammonitów, urodzony z kazirodczego związku Lota i jego młodszej córki (Rdz 19,38).
Imię Ben-Ammi wywodzono od Emu, jednego z przydomków Nergala. Znaleziska archeologiczne potwierdziły, iż imię to w połowie II tysiąclecia p.n.e. było w powszechnym użyciu na obszarze Syropalestyny, występuje m.in. w tekstach z Ugarit.